# Norrmannebo
Norrmannebo is een plaats in de gemeente Kungälv in het landschap Bohuslän en de provincie Västra Götalands län in Zweden. De plaats heeft 61 inwoners (2005) en een oppervlakte van 18 hectare.